# أق قلا
أق قلا (بالفارسية: آق‌قلا) هي مدينة تقع في محافظة كلستان شمال إيران. يقدر عدد سكانها بـ 27,402 نسمة.